# 서봉장

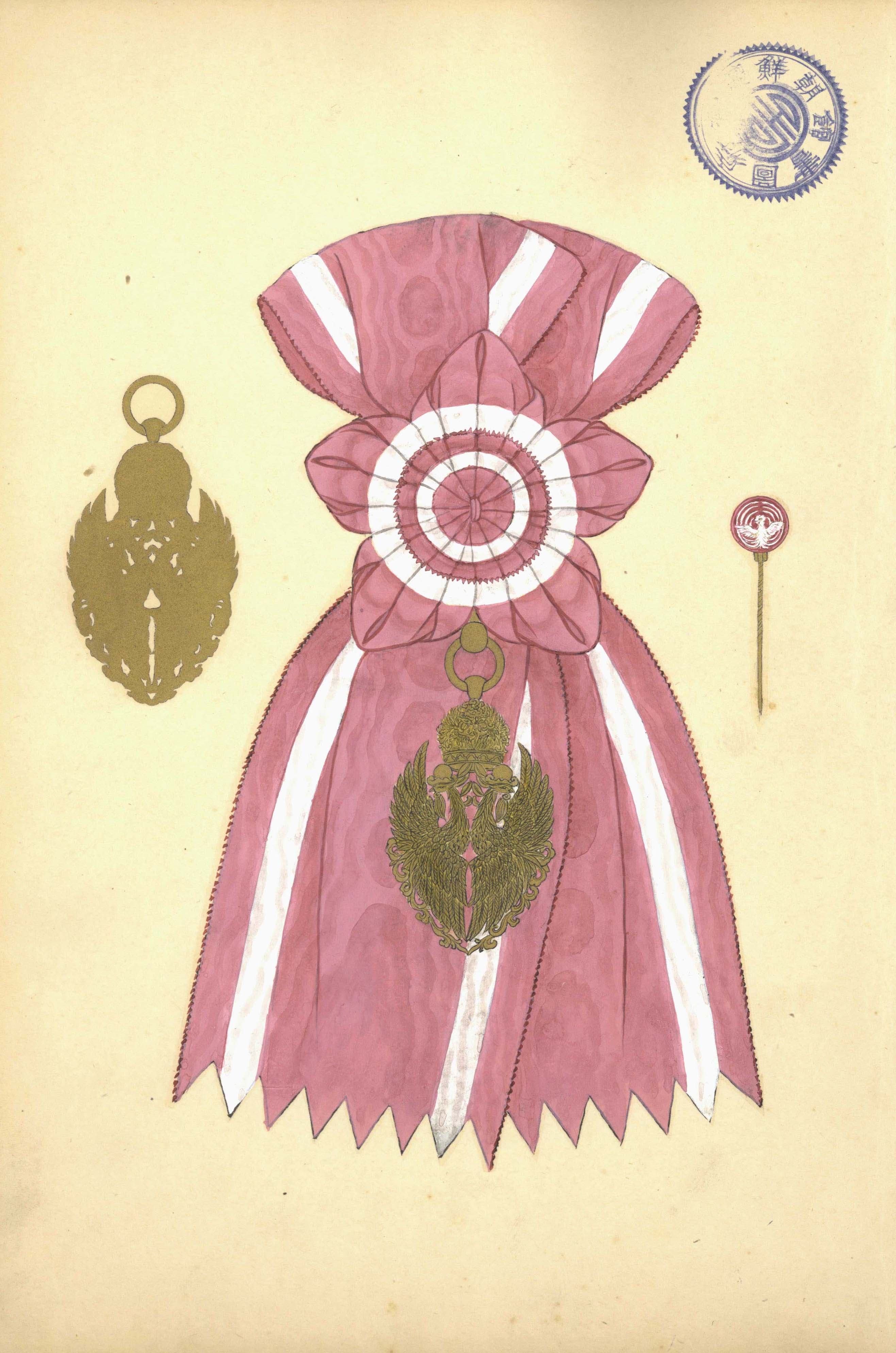
훈일등 서봉대수장

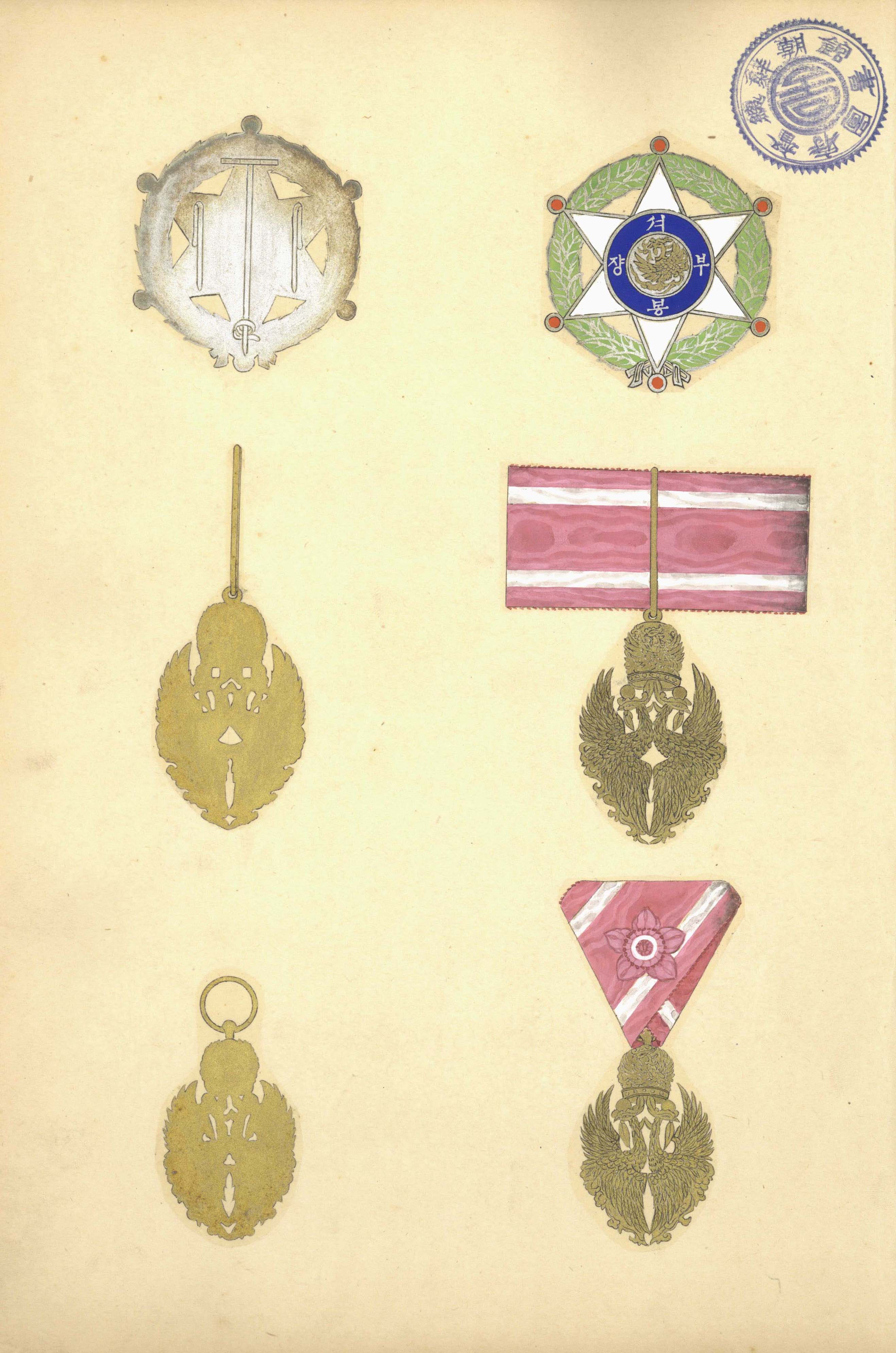
훈이등 서봉장 겸 훈일등 부장(上)
훈삼등 서봉중수장(中)
훈사등 서봉소수장(下)

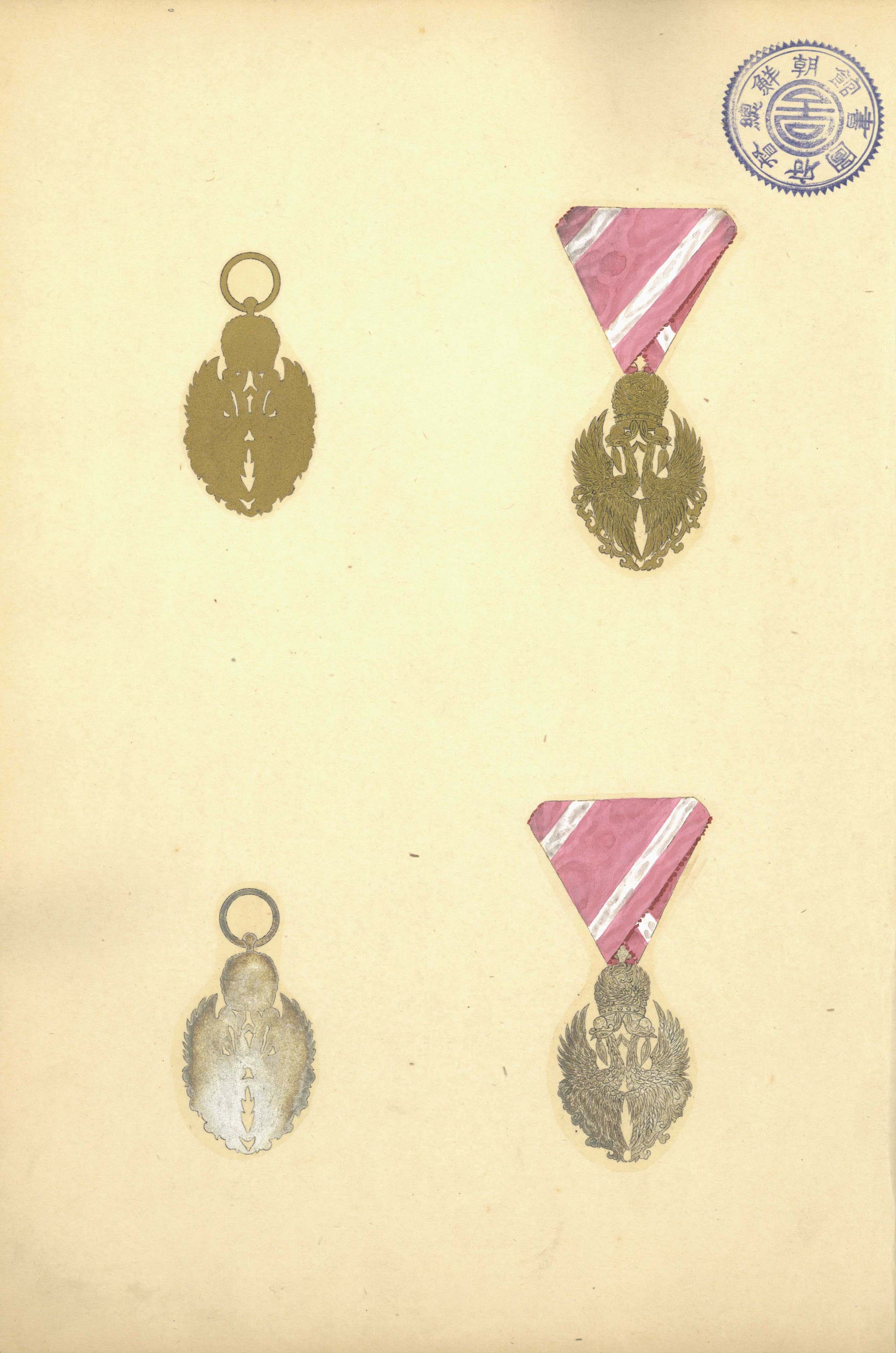
훈오등 서봉소수장(上)
훈육등 서봉소수장(下)

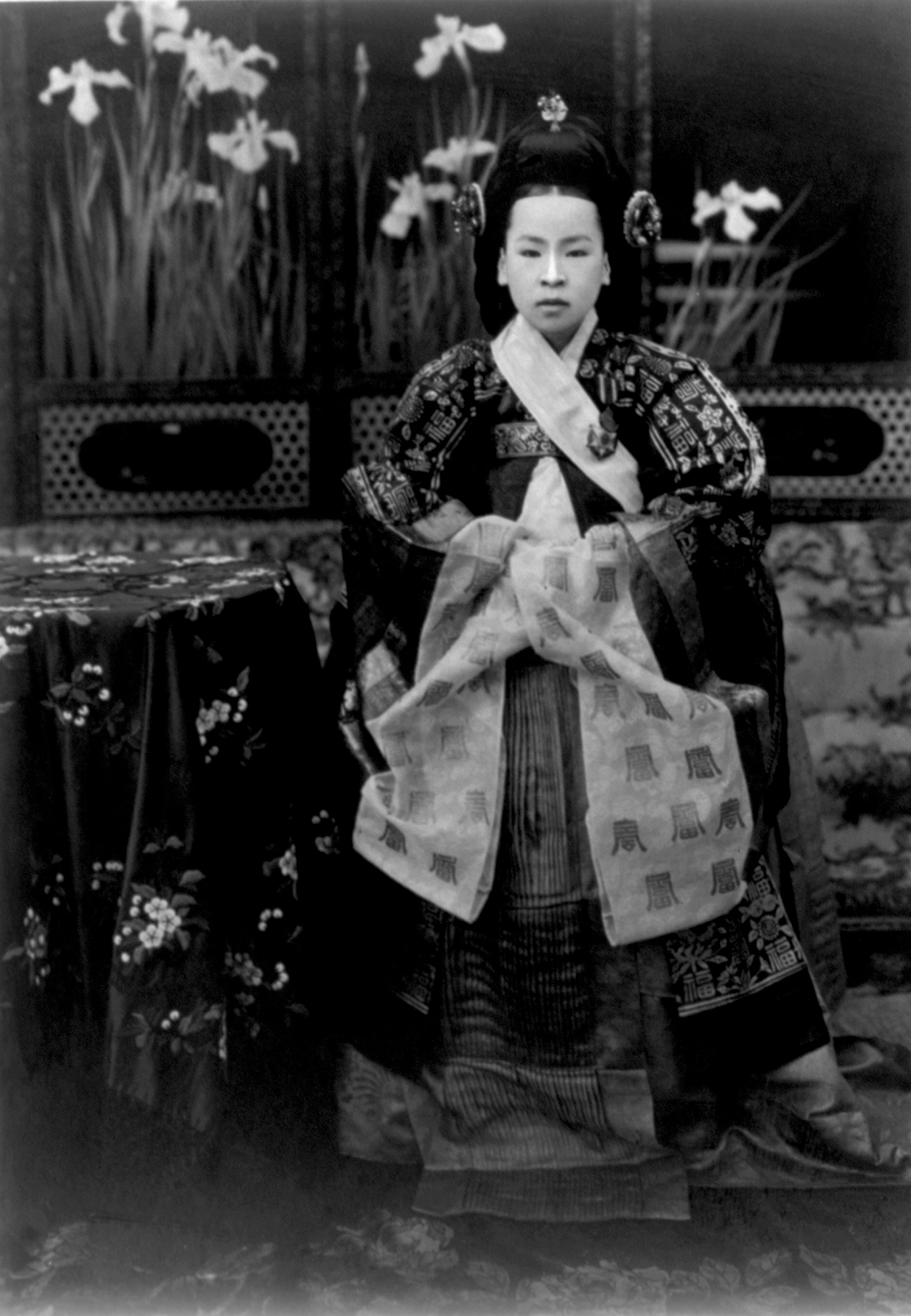
훈일등 서봉대수장을 패용한 순정효황후

서봉장(瑞鳳章)은 대한제국의 훈장 가운데 하나이며 여성에게 수여되는 훈장이다.

## 역사
서봉장은 1897년(광무 1년) 3월 30일에 조령을 통하여 대궐의 여관에게 수여하는 훈장으로 만들어졌다. 1898년(광무 2년) 9월 19일에 내·외명부의 작위를 가진 여성에게도 수여하라는 조령이 내려졌고, 1899년(광무 3년) 3월 30일에 대한제국 칙령 제20호로 〈훈장 조례〉(勳章條例)를 개정하면서 제정되었다. 훈등은 일등에서 육등까지로 구분되어 내명부(內命婦), 외명부(外命婦) 가운데서 현숙한 덕행과 특별한 공로가 있는 사람에게 황후의 휘지(徽旨)를 거쳐 수여하였다. 훈장의 명칭과 의미는 예로부터 내려오는 궁중의 예장 봉황관(禮裝鳳凰冠)에서 취한 것이다.

## 형태
훈일등 서봉대수장은 정장(正章)과 부장(副章)으로 구성된다. 정장의 장(章), 즉 문채의 재질은 금(金)이고, 길이가 2치(寸) 5푼(分), 너비가 1촌 5푼이며, 그 모양은 한쌍의 봉황이 마주본 형상이며 금질의 구룡쌍봉관(九龍雙鳳冠)의 꼭지와 연결되어 있다. 고리도 금질이며 그 모양은 정원형이다. 훈일등 서봉대수장을 패용할 때는 분홍색 바탕에 백선(白線) 간도직(間道織)으로 이루어진 대수(大綬)를 오른쪽 어깨에서 왼쪽 옆구리에 두른 다음에 끝부위에서 교차하여 오얏꽃을 천으로 접어달고 그 밑에 정장을 달았으며, 부장은 왼쪽 가슴에 단다. 약수(略綬)의 재질은 금이며 그 모양은 원형으로 분홍색 바탕에 비상하는 봉황의 형상이 새겨져 있고 외변선을 둘렀다.
훈이등 서봉장은 훈일등 서봉대수장의 부장을 겸한다. 재질은 금과 은이고, 지름은 2치이며, 중앙의 문양은 금색의 비상하는 봉황이다. 봉황 둘레에는 남색 바탕 위로 ‘셔봉부쟝’이 적혀있고, 그 외변에는 백색 광선이 여섯 방향으로 뻗어나오며 그 사이 마다에는 녹색 잎이 배치되어 있다. 광선의 끝에는 홍색의 별이 원형으로 표현되었다. 한편 뒷면의 패침은 재질이 은이며 중앙과 좌우에 각각 설치되어 있다.
훈삼등 서봉중수장의 문채의 재질과 모양은 훈일등과 동일하나 길이가 1촌 5푼, 너비가 1촌이고, 꼭지가 구룡단봉관(九龍單鳳冠), 고리가 타원형이라는 점에서 차이가 있다. 패용할 때는 문채를 정중앙에 끼운 중수(中綬)를 목 밑에 건다.
훈사등 서봉소수장은 재질이 모두 금이며 규격과 모양은 훈삼등과 동일하나 고리가 정원형이다. 훈오등 서봉소수장은 재질, 규격과 모양이 훈사등과 동일하나 고리의 재질은 은이다. 훈육등 서봉소수장은 재질이 모두 은이고 모양은 훈오등과 동일하다. 패용할 때 훈사등에서 훈육등까지는 천을 사선꼴로 접은 삼각형의 소수(小綬)로서 왼쪽 가슴에 단다. 다만 훈사등의 소수 표면에는 천으로 꽃을 접어 다는 차이가 있다.

## 훈일등 수장자 명단
| 연도               | 일자      | 이름                  | 가족 관계                           | 국적      | 출처 |
| ------------------ | --------- | --------------------- | ----------------------------------- | --------- | ---- |
| 1905년 (광무 9년)  | 10월 5일  | 순헌황귀비 엄씨       | 고종의 귀비                         | 대한제국  | 실록 |
| 1905년 (광무 9년)  | 10월 5일  | 연원군부인 김씨       | 의친왕 이강의 비                    | 대한제국  | 실록 |
| 1907년 (광무 11년) | 1월 24일  | 황태자비 윤씨         | 순종의 계후                         | 대한제국  | 실록 |
| 1908년 (융희 2년)  | 7월 14일  | 하루코 황후           | 메이지 천황의 황후                  | 일본 제국 | 실록 |
| 1908년 (융희 2년)  | 7월 14일  | 사다코 황태자비       | 요시히토 황태자의 비                | 일본 제국 | 실록 |
| 1908년 (융희 2년)  | 7월 14일  | 이토 우메코           | 태자태사 이토 히로부미의 처         | 일본 제국 | 실록 |
| 1909년 (융희 3년)  | 7월 21일  | 나시모토노미야 이쓰코 | 나시모토노미야 모리마사 왕의 비     | 일본 제국 | 실록 |
| 1909년 (융희 3년)  | 8월 27일  | 의창부부인 남씨       | 여은부원군 민태호의 처              | 대한제국  | 실록 |
| 1909년 (융희 3년)  | 8월 27일  | 정경부인 김씨         | 영평군 이경응의 처                  | 대한제국  | 실록 |
| 1909년 (융희 3년)  | 8월 27일  | 정경부인 홍씨         | 영돈녕사사 윤철구의 처              | 대한제국  | 실록 |
| 1909년 (융희 3년)  | 8월 27일  | 경흥부부인 유씨       | 해풍부원군 윤택영의 처              | 대한제국  | 실록 |
| 1909년 (융희 3년)  | 8월 27일  | 정경부인 이씨         | 완흥군 이재면의 처                  | 대한제국  | 실록 |
| 1909년 (융희 3년)  | 10월 21일 | 소네 미츠코           | 통감부 통감 소네 아라스케의 처      | 일본 제국 | 실록 |
| 1910년 (융희 4년)  | 5월 9일   | 노부코 내친왕         | 아사카노미야 야스히코 왕의 비       | 일본 제국 | 실록 |
| 1910년 (융희 4년)  | 5월 9일   | 후사코 내친왕         | 기타시라카와노미야 나루히사 왕의 비 | 일본 제국 | 실록 |
| 1910년 (융희 4년)  | 5월 9일   | 마사코 내친왕         | 다케다노미야 쓰네히사 왕의 비       | 일본 제국 | 실록 |
| 1910년 (융희 4년)  | 8월 1일   | 데라우치 타키코       | 통감부 통감 데라우치 마사타케 처    | 일본 제국 | 실록 |
| 1910년 (융희 4년)  | 8월 21일  | 정경부인 홍씨         | 청안군 이재순의 처                  | 대한제국  | 실록 |
| 1910년 (융희 4년)  | 8월 21일  | 정경부인 서씨         | 완순군 이재완의 처                  | 대한제국  | 실록 |
| 1910년 (융희 4년)  | 8월 21일  | 정경부인 조씨         | 태자소사, 내각총리대신 이완용의 처  | 대한제국  | 실록 |
| 1910년 (융희 4년)  | 8월 21일  | 정경부인 심씨         | 궁내부대신 민병석의 처              | 대한제국  | 실록 |
| 1910년 (융희 4년)  | 8월 21일  | 정경부인 김씨         | 시종원경 윤덕영의 처                | 대한제국  | 실록 |

## 같이 보기
- 대한제국
- 대한제국의 훈장

## 참고 문헌
- 《고종실록》
- 《순종실록》
- 이강칠 (1999), 《대한제국시대 훈장제도》, 백산출판사. ISBN 9788977392595